# جنبش حقوق مردان
جنبش حقوق مردان جنبشی جهانی است که برای رسیدگی به حقوق مردان در جامعه و در اوایل دههٔ ۱۹۷۰ میلادی به پدید آمد. این جنبش بخشی از جنبش مردان است. امروزه این جنبش در تعدادی از کشورهای جهان حضور دارد و مردان و زنان بسیاری در آن عضویت دارند. اعضای این جنبش در زمینه‌های اجتماعی (شامل حقوق خانواده، فرزندآوری و پرورش فرزند، تولید مثل و خشونت خانگی) و خدمات دولتی (شامل آموزش و پرورش، خدمت وظیفه عمومی، امنیت اجتماعی و خدمات سلامت عمومی) که در آن‌ها علیه مردان تبعیض صورت گرفته، فعالیت دارند. برخی از منتقدان این جنبش را پاسخی به فمینیسم و نوعی ضدفمینیسم می‌دانند. به باور برخی از فعالان حوزه جنبش حقوق مردان فمینیسم از بسیاری از شعارهای برابری خواهانه پایه‌ای خود فراتر رفته و حالا حقوق مردان هم نیازمند توجه است. تعدادی از منتقدان دیگر نیز برخی فعالان و خواسته‌های این جنبش را زن‌ستیز می‌دانند و باور دارند که این جنبش ممکن است خشونت علیه زنان را ترویج کند.

## مسائل و موضوعات اصلی

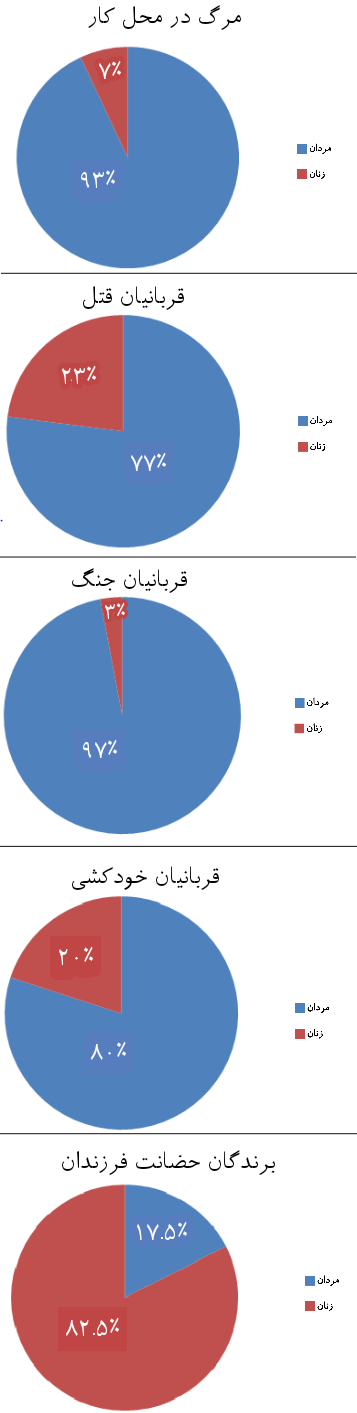
اگرچه بیشتر قربانیان جنگ، قتل، خودکشی و کار مردان هستند و مردان شانس کمتری برای حضانت از فرزندان دارند اما معمولاً به مشکلاتشان توجهی نمی‌شود و حمایتی برای رفع این مشکلات دریافت نمی‌کنند

جنبش حقوق مردان به مسائل گوناگونی توجه می‌کند. برای برخی از آنان گروه‌های جداگانه‌ای نیز ایجاد شده‌است مانند جنبش حقوق پدران که به بررسی تبعیض حقوقی علیه مردان در مسائلی مانند طلاق و حضانت می‌پردازد.

### فرزندخواندگی
فعالان حقوق مردان به دنبال گسترش حقوق پدران مجرد گرفته در مورد فراخواندگانشان هستند. وارن فرل می‌گوید که مادرانی که از باردار بودن خود خبر دارند ولی ماجرا را به پدر بیولوژیکی آن فرزند اطلاع نمی‌دهند در اصل آن فرزند را از داشتن رابطه با پدر خود دور می‌کنند. وی پیشنهاد می‌کند که زنان از نظر قانونی مجبور شوند هر گونه تلاش منطقی را برای اطلاع پدر فرزند از بارداری خود را در عرض چهار تا پنج روز انجام دهند. در پاسخ، فیلسوف جیمز استربا موافق است که به دلایل اخلاقی زن باید بارداری خود را به پدر بچه اطلاع دهد، اما این نباید به‌عنوان یک الزام قانونی اعمال شود، زیرا ممکن است منجر به فشاری ناخوشایند به مادر شود.

### قوانین ضد ضرب و شتم
برخی قوانینی که به‌عنوان ضد ضرب و شتم بیان شده‌اند این امکان را می‌دهند که مردانی که از آن‌ها به دلیل ضرب و شتم شکایت شده بدون هیچ گونه دلیل و مدرکی برای اثبات جرم به زندان بیفتند. موارد زیادی از این دسته در هند گزارش شده‌اند. سازمان نجات بنیان خانواده هند (SIFF) سازمانی متشکل از مردان و زنان هندی است که برای حقوق مردان از جمله لغو بند 498A قانون ضد ضرب و شتم در هند تلاش می‌کنند. طبق این قانون اگر عروس بدون هیچ دلیل و مدرکی برای اثبات، به‌علت ضرب و شتم از داماد شکایت کند، داماد و خانواده‌اش مشمول مجازات می‌شوند. این سازمان بیان می‌کند که این بند از قانون به شدت در هند مورد سوءاستفاده قرار گرفته و آنان گزارش‌های بسیاری دریافت کرده‌اند که مردان به دلیل شکایت دروغین همسرانشان زندانی شده‌اند. با تلاش فعالان حقوق مردان دادگاه عالی هند فرمان داد که این مجازات تنها زمانی اعمال شود که توسط دادگستری تصویب شود.

### حضانت فرزند
طبق گفتهٔ فعالان حقوق مردان، در دادگاه‌های خانواده تبعیض بسیاری علیه مردان انجام می‌شود به خصوص در مورد حضانت فرزند بعد از طلاق. آنان معتقدند که مردان حقوق عادلانه‌ای برای حضانت از فرزندانشان ندارند. آمارها هم نشان می‌دهند که در بیشتر مواقع دادگاه‌ها به نفع زنان حکم صادر می‌کنند. مدافعان حقوق مردان به دنبال تغییر شرایط قانونی برای مردان از طریق تغییر قوانین خانواده هستند، مثلاً، آنان می‌خواهند قوانینی وضع کنند که به‌طور کلی حضانت مشترک برای فرزندان وضع شود، مگر اینکه در مواردی که یکی از والدین در امر حضانت ناتوان است یا خودش نمی‌خواهد که این کار را بر عهده بگیرد. آن‌ها گفتمان فمینیستی «حقوق» و «برابری» را در گفتمان خود تصویب کردند، مسائل مربوط به نگهداری را به‌عنوان موضوع حقوق مدنی اولیه مدنظر قرار دادند. برخی به این موضوع اشاره می‌کنند که کاهش ارتباط فرزند با پدر پس از طلاق منجر می‌شود که پدران برای پرداخت پول حمایتی به فرزندانشان بی میل تر شوند. برخی دیگر هم نشانگان بیگانگی از والد دلیلی می‌دانند برای این که که حضانت به پدر داده شود.

### ختنه
مشاهدات نشان می‌دهند که جنبش ضد ختنه با جنبش حقوق مردان برخی همپوشانی دارد. فعالان حقوق مردان اشاره می‌کنند که به آسیب‌های ختنه زنان توجه بیشتری نسبت به آسیب‌های ختنه مردان می‌شود.
البته بحث در بارهٔ ختنه نوزاد بدون اجازهٔ والدین و بدون دلایل پزشکی منحصر به حقوق مردان نیست و به اخلاق پزشکی مربوط است. برخی از پزشکان و دانشگاهیان ختنه را نقص حقوق سلامت مردان می‌دانند. در حالی که برخی مخالفند.

### عدالت کیفری
سونیا بی استار استاد حقوق دانشگاه میشیگان اشاره می‌کند که در قبال انجام یک جرم مشخص، زمان محکومیت حبس مردان ۶۳ درصد بیشتر از زنان است. البته وی منکر این موضوع می‌شود که مردان به‌طور کلی از عدالت کیفری محروم هستند.
وارن فارل، ۱۲ دفاع کیفری را که تنها برای زنان قابل دسترس هستند را شناسایی کرده‌است. مدافعان حقوق مردان استدلال می‌کنند که مردان در قتل‌ها بیشتر قربانی هستند و با نگرش‌های فرهنگی قدیمی آسیب می‌بینند. ائتلاف ملی برای مردان بیان می‌کند که کشتن یک زن نسبت به کشتن یک مرد حبس طولانی تری را دربردارد همانگونه که مشاهده شده کشتن یک سفیدپوست نسبت به کشتن یک سیاه‌پوست حبس طولانی تری را دربرداشته‌است.
در سال ۲۰۱۷ لاوینا وودوارد دختر ۲۴ سالهٔ دانشجوی دانشگاه آکسفورد که پس از مصرف مواد مخدر دوست پسر سابقش توماس فیرکلاف که دانشجوی دانشگاه کمبریج بود را با چاقو به قتل رساند با وجود مجرم بودن به دلیل آنچه استعداد تحصیلی بالای او خوانده شد از محاکمه تبرئه شد.

### سربازی و خدمت وظیفه عمومی
اکثر مشمولان خدمت وظیفه عمومی در طول تاریخ اکثراً و با اختلاف قابل توجهی مردان بوده‌اند و منتقدان بسیاری خدمت وظیفه عمومی را به دلیل تبعیض جنسیتی نقد کرده‌اند. مشمولان سربازی اجباری در ایران به‌عنوان مثال فقط پسران و مردان بالای ۱۸ سال می‌باشند و سربازی برای زنان و دختران اجباری نیست.

### طلاق
گروه‌های حقوق مردان در ایالات متحده در دهه ۱۹۶۰ با مخالفت با تغییرات قانون طلاق و مسائل مربوط به زندان شروع به کار کردند. مردان فعال در سازمان اولیه ادعا می‌کنند که قانون خانواده و طلاق علیه آن‌ها تبعیض قائل شده و از همسرانشان حمایت می‌کند. ریچارد دویل که از رهبران فعالان حقوق مردان است دادگاه‌های طلاق را با توجه به احکام غیر منطقی و غیرمعمولی آن‌ها به «کشتارگاه» تشبیه می‌کند.
فعالان حقوق مردان اشاره می‌کنند که مردان آگاهانه یا ناآگاهانه به دلیل فقدان مزایای و پیامدهای عاطفی و مالی طلاق مانند نفقه و پولی که باید برای حضانت به مادر بپردازند و تبعیض در اخذ حضانت فرزند از ازدواج سر باز می‌زنند. فعالان حقوق مردان استدلال می‌کنند که قوانین طلاق و حضانت علیه حقوق برابر برای مردان است.

#### حق مهریه
به حق مهریه زنان در کشورهای با قوانین اسلامی همچون ایران نیز انتقاداتی از طرف فعالان حقوق مردان وارد شده‌است. به گفته خبرگزاری مهر ۲۴۰۴ نفر از مردان ایرانی به دلیل عدم پرداخت مهریه خود در اسفندماه سال ۱۴۰۱ زندانی شده‌بودند.

### تجاوز

#### اتهام تجاوز دروغین به مردان
فعالان حقوق مردان به‌طور قابل توجهی نگران اتهامات نادرست تجاوز جنسی و تعرض جنسی، و متمایل به محافظت از مردان در برابر پیامدهای منفی اتهامات نادرست هستند.
طرفداران حقوق مردان بر این باورند که نام بردن از متهم و در عین حال ناشناس ماندن اتهام‌زننده (قربانی) باعث تشویق سوء استفاده از این نوع می‌شود.  مدافعان حقوق مردان همچنین ادعا کرده‌اند که تجاوز جنسی «به‌عنوان یک کلاهبرداری استفاده شده‌است.» مطالعات انجام شده در ایالات متحده، استرالیا و بریتانیا نشان داده‌است که درصد ادعاهای تجاوز جنسی نادرست یا غیر مستند تخمین زده شده حدود ۲ تا ۸ درصد است. فعالان حقوق مردان با استناد به تحقیقاتی از جمله تحقیقات یوجین کانین و نیروی هوایی ایالات متحده ادعا می‌کنند که ۴۰ تا ۵۰ درصد یا بیشتر از اتهامات تجاوز جنسی ممکن است نادرست باشد.  این ارقام به دلیل روش‌شناسی مشکوک و حجم نمونه کوچک به‌طور گسترده مورد بحث قرار می‌گیرند.

#### تجاوز جنسی در زندان
فعالان حقوق مردان همچنین از عدم توجه مقامات به تجاوز جنسی مردان به مردان در زندان‌ها انتقاد کرده‌اند.

#### جرم‌انگاری تجاوز به همسر
قوانین و تصمیمات قضایی که تجاوز به همسر را جرم‌انگاری می‌کند، توسط برخی از گروه‌های حقوق مردان در بریتانیا،  ایالات متحده و هند نیز مورد مخالفت و انتقاد واقع شده‌اند. دلایل مخالفت عبارتند از نگرانی در مورد ادعاهای نادرست مربوط به مراحل طلاق،  و این باور که رابطه جنسی در ازدواج بخشی غیرقابل برگشت از نهاد ازدواج است. در هند، نگرانی‌های در مورد روابط و آینده ازدواج وجود داشته‌است و ممکن است چنین قوانینی به زنان «حقوق بسیار برتر و نابرابر نسبت به مردان» داده باشد. ویراگ ضولیا از سازمان نجات بنیان خانواده هند، یک سازمان حقوق مردان، با تلاش‌های اخیر برای جرم‌انگاری تجاوز به همسر در هند مخالفت کرده و استدلال می‌کند که «اگر این قوانین اجرا شوند هیچ رابطه‌ای کارساز نخواهد بود».

#### نقد گفتمان تجاوز در حقوق مردان
نقدهایی به گفتمان‌های انجام شده در خصوص نقش مردان در تجاوز و مقصر دانستن فمینیست‌ها نیز وارد شده‌است و برخی منتقدان فمینیستی مقصر اصلی «فرهنگ تجاوز» را فرهنگ غلط خود منوسفیر می‌دانند اما با این حال این منتقدان باور دارند که باید بین فعالان حقوق زنان و حقوق مردان گفتمانی برای حل این مشکلات وجود داشته باشد.

### حقوق باروری
فعالان حقوق مردان ادعا می‌کنند که در حالی که یک زن چندین راه قانونی برای انصراف از مادر شدن پس از لقاح دارد (سقط جنین، فرزندخواندگی، قوانین کمک کننده به زنان)، مرد هیچ انتخابی ندارد که آیا پدر شود و مجبور است تحت الحمایه تصمیم‌گیری مادر باشد. علاوه بر این، مردی که در نتیجه اجبار به باروری، تجاوز جنسی توسط یک زن یا سرقت اسپرم صاحب فرزند شود، همچنان می‌تواند مجبور به حمایت مالی از کودک شود. پرونده‌هایی در کانزاس، کالیفرنیا و آریزونا ثابت کرده‌اند که مردی که در سن خردسالی توسط یک زن مورد تجاوز جنسی قرار می‌گیرد، می‌تواند از نظر قانونی در قبال کودکی که ناشی از تجاوز است، مسئول شناخته شود. به گفته وارن فارل، «پرونده قضایی رو v. وید به زنان در مورد حق بدن آنها رای داد اما مردها هنوز رأیی بر حق بدن چه در عشق و چه در جنگ را ندارند»
در نتیجه، برخی از سقط جنین قانونی حمایت می‌کنند، که به پدر بیولوژیک این امکان را می‌دهد که قبل از تولد کودک، از هرگونه حقوق، امتیاز و مسئولیتی در قبال کودک، از جمله حمایت مالی کودک صرف نظر کند. با این حال این موضوع بسیار میان فعالان بحث‌برانگیز بوده‌است.

### تأمین اجتماعی و بیمه
گروه‌های مدافع حقوق مردان استدلال می‌کنند که زنان از امنیت اجتماعی و مزایای مالیاتی بالاتری نسبت به مردان برخوردار هستند.  وارن فارل بیان می‌کند که مردان در ایالات متحده بیشتر به تأمین اجتماعی پرداخت می‌کنند، اما در مجموع، زنان مزایای بیشتری دریافت می‌کنند و تبعیض علیه مردان در بیمه و بازنشستگی ناشناخته مانده‌است. 

### خشونت خانگی
طرفداران حقوق مردان، خشونت خانگی را که توسط زنان در برابر مردان مطرح می‌شود، به‌عنوان یک مشکل که نادیده گرفته شده توصیف می‌کنند. به دلایلی مانند اینکه مردان تمایلی به توصیف خود به‌عنوان قربانی ندارند. آن‌ها ادعا می‌کنند که زنان نسبت به مردان در روابط تهاجمی تر هستند. و که خشونت خانگی از نقطه نظر جنسیت متقارن است. آنان تحقیقات خشونت خانوادگی مریی استراوس و ریچارد گلز را به‌عنوان شاهدی برای این تقارن مطرح می‌کنند. مدافعان حقوق مردان استدلال می‌کنند که سیستم‌های قضایی به راحتی ادعاهای دروغین زنان را نسبت به شرکای مرد خود می‌پذیرند. بیش ۷۰ درصد ادعاهای مطرح شده علیه مردان دربارهٔ خشونت خانگی غیرواقعی بوده‌اند.

### آموزش
فعالان حقوق مردان کم توجهی به آموزش و تحصیلات پسران را بحرانی می‌دانند که موجب کاهش انگیزه و دستاوردهای آنان شده‌است. و تأثیرات فمینیسم بر سیستم آموزشی را تبعیض و سرکوب نظام مند پسران در آموزش و پرورش می‌دانند. آنان این نکته را بیان می‌کنند که زنانه‌سازی سیستم آموزشی و معلمان زن توجه بیشتری را به دختران و روش‌های ارزیابی به نفع آنان اثبات‌کنندهٔ «سرکوب و محدودیت پسران» است. مطالعه‌ای در استرالیا نشان داد پسران در امر محاسبات از دختران بهتر هستند اما دختران در خواندن، نوشتن، املایی، و دستور زبان و نقطه‌گذاری از پسران بهتر هستند. تعداد پسران در دانشگاه‌های بیشتر کشورها کاهش یافته به‌طور مثال در استرالیا از ۶۱ درصد در سال ۱۹۷۴ به ۴۶ درصد رسیده‌است. در انگلستان نیز روند مشابهی دیده شده‌است که تصور می‌شود که در درجه اول از سوی سیاست گذاران و نگرش‌های معلم‌ها تأثیر می‌پذیرد.
مری کوروک کوک رئیس خدمات پذیرش دانشگاه‌ها و کالج‌ها در بریتانیا می‌گوید: «علیرغم شواهد واضح و با وجود پوشش خبری مطبوعات، سکوت سرسختی در این مورد وجود دارد. آیا جنبش زنان اکنون بسیار عادی شده‌است و ما نمی‌توانیم نیاز به اقدام مثبتی برای دستیابی به نتایج آموزشی برابر برای پسران داشته باشیم؟»

### خودکشی
فعالان حقوق مردان به نرخ بالاتر خودکشی در مردان در مقایسه با زنان نیز اشاره می‌کنند. به‌عنوان مثال، در ایالات متحده، نسبت مرگ و میر خودکشی مرد به زن، تقریباً بین ۱:۳ تا ۱:۱۰ متفاوت است. و برخی مطالعات قصد خودکشی بالاتری را در مردان نشان داده‌اند. در استرالیا، ۷۵ درصد از خودکشی‌ها توسط مردان انجام می‌شود، و به‌طور میانگین روزانه ۶ مرد خودکشی می‌کنند. مطالعات همچنین نشان داده‌اند که زنان در اقدام به خودکشی ناقص و مردان در خودکشی کامل حضور بیش از حدتری در داده‌ها دارند. این پدیده که به‌عنوان «پارادوکس جنسیتی خودکشی» توصیف می‌شود، از تمایل زنان به استفاده از روش‌های کشنده کمتر و دسترسی مردان و استفاده بیشتر آنان از روش‌های کشنده‌تر ناشی می‌شود.

### بی‌خانمانی
در بریتانیا بیشتر افراد بی‌خانمان مرد هستند. در آمریکا نیز ۸۵ درصد بی‌خانمان‌ها مرد می‌باشند.